# Niente baci alla francese
Niente baci alla francese è il quarto romanzo (ottavo libro) dello scrittore italiano Paolo Roversi. È stato pubblicato nel 2007 dalla casa editrice Mursia (con la quale Roversi aveva già pubblicato il precedente La mano sinistra del diavolo). Si tratta di un romanzo poliziesco ambientato a Milano nell'Italia contemporanea.

## Edizioni
- Paolo Roversi, Niente baci alla francese, Mursia, 2007,  pp. 208, cap. 15, ISBN 978-88-425-3888-2.